# Selenac
Selenac (Servisch cyrillisch Селенац) is een plaats in de Servische gemeente Ljubovija. De plaats telt 485 inwoners (2002).